# 波士顿凯尔特人
波士顿凯尔特人（英語： /ˈbɔːstən-ˈsɛltɪks/）是位于马萨诸塞州波士顿的一支美国职业篮球队。球队作为东部联盟大西洋赛区参加美国职业篮球联赛的比赛。
球隊目前擁有18座NBA冠军奖杯，為全聯盟之最。

## 历史

### 早期（1946—1950）
1946年6月6日，塞爾提克在波士頓花園球場公司的總裁Walter A. Brown的努力下成立，是美国篮球协会（BAA）的一支球隊。曾在《步槍手》飾演主角而聞名的Chuck Conner也是隊內創始成員之一。
1948年，球隊首次進入季後賽，但以1-4輸給芝加哥公鹿。1949年，球隊無緣季後賽，排名東部第五。
1949年8月3日，BAA與NBL合併，塞爾提克成為NBA的其中一支球隊。1950年，通过选秀签下非裔美籍球员Chuck Cooper，成为第一个签下黑人球员的NBA球隊。

### 鲍勃·库锡与阿诺·奥尔巴赫到来（1950—1957）
当时的NBA还在草创初期，经营不易，没过多久，库西原所在的芝加哥球队也倒了。球队倒了后，剩余各队就想着如何瓜分剩下的球员。凯尔特人已經有了名人堂中前锋麦考利，面對还剩下的三名后卫，包括库西、Max Zaslofsky和安迪·飞利浦，其中后两人都是明星球员，也是凱爾特人教練「红衣主教」阿诺·奥尔巴赫中意的目标。但当时对于倒闭球队的球员分配，还没有完善的制度规划。事实上，包括选秀等等大小的事务在内，所有事情都是用乔的。为了这三名球员的归属，财力没问题的费城、纽约和波士顿三队老板在总裁Maurice Podoloff的办公室内吵了一整晚，吵不出结果，只好提出一个方案。他作了三支签放在自己的帽子里，用抽签来决定。纽约抽中Zaslofsky，费城获得飞利浦，而库西则来到波士顿。库西靠着运球技巧和过人的全场视野，成为凯尔特人快攻发动机。
1956-57球季，中锋比尔·拉塞尔加入凯尔特人第一个球季，他们就夺冠而归，从此开创了绿衫王朝。

### 凯尔特人王朝（1957—1969）
拉塞尔加入凯尔特人前，队上已有鲍勃·库西和比尔·夏曼两位巨星球员，进攻火力强大，但他們的防守却不足以让凯尔特人夺冠。1956年，凯尔特人总教练及总经理红衣主教奥尔巴赫为了得到拉塞尔，以队上的中锋艾德·麦考利及新秀克里夫·黑根向圣路易斯老鹰队交换拉塞尔，并以「地域指名」选到汤姆·海因索恩，联同拉塞尔的大学队友K·C·琼斯组成了「绿色王朝」的基础。自拉塞尔加入NBA之后，凯尔特人队渐渐以团队防守闻名于世，在进攻风潮盛行的1960年代中，拉塞尔带来的防守风格逐渐改变联盟的生态。

### 汤姆·海因索恩与戴夫·考恩斯组合（1970—1978）
1965年，海因索恩宣布退休，时隔4年，复出回来担任教练，从1969年到1978年，在9年执教生涯中，他拿下2座NBA总冠军和一次NBA最佳教练。
1970年，以第四顺位选进名人堂中锋考恩斯，以填补自比尔·拉塞尔退休后的空缺。新秀赛季的考恩斯便已取得17分和15.4篮板的成绩，在球队历史上仅次于拉塞尔的新秀成绩，亦为他赢得1971年的「最佳新秀」奖（与波特兰拓荒者队的吉奥夫·佩特里共同获得）。隔季，考恩斯凭着18.8分、15.2篮板，获选为明星队球员。在考恩斯与约翰、哈维切克的带领下，凯尔特人队连五年夺得大西洋组的冠军，考恩斯个人亦在1973年获选为NBA最有价值球员，成为凯尔特人队史上三位得到此奖的球员之一（另外两位是拉塞尔和鲍伯·库西）。
1974年，考恩斯联同哈维切克、Jo·Jo·懷特、唐·钱尼、保罗·维斯特法、保罗·希拉斯、唐·尼尔森等球员，带领球队取得56胜26负的成绩，并在总决赛中击败了卡里姆·阿布都·贾霸领军的密尔瓦基雄鹿，重夺总冠军。
1976年，凯尔特人和凤凰城太阳争夺总冠军，其中第五场更经历了三次加时，最后凯尔特人成功击败太阳，再次夺得总冠军。

### 拉里·伯德时代（1979—1992）
凯尔特人于1978年第6顺位选进拉里·伯德，而作为大三生的伯德却希望完成大学课程后再加入NBA。两年后，凯尔特人手握该年的状元签，但奥尔巴赫却以这个状元签和另一个首轮选秀权，向金州勇士交换「酋长」巴里许和一个首轮第三顺位的选秀权，凯尔特人队并利用这选秀权选了凯文·麦克海尔。这出史上最大劫案，组成了堪称史上最佳的锋线阵容，帮凯尔特人在80年代成为能够与西区的洛杉矶湖人队黄金铁三角分庭抗礼的强权，开启球队的第二个盛世，在十年间凯尔特人五次打入总决赛，三次赢得总冠军。塞爾提克在當年擁有全聯盟最佳主場戰績(40-1)，直到被馬刺平聯盟主場戰績紀錄。

### 大鸟后的挣扎（1993—1998）
大鸟柏德在职业生涯后期一直为背伤所困，随后于1992年宣布退休。其退休后，本来作为重建核心的雷吉·路易斯突然因心脏病逝世，令球队一下子成为垫底球队。

### 保罗·皮尔斯时期（1998—2007）
自皮尔斯加盟凯尔特人之后，攻力和防守能力有所提升，2002年他与队友安東尼·沃克协助凯尔特人队自7年以来杀进季后赛，以及晋身东区决赛。面对纽泽西篮网的东区决赛的其中一场，皮尔斯在第四节个人取得21分，協助球隊逆轉勝。

### GAP时期（2007—2012）

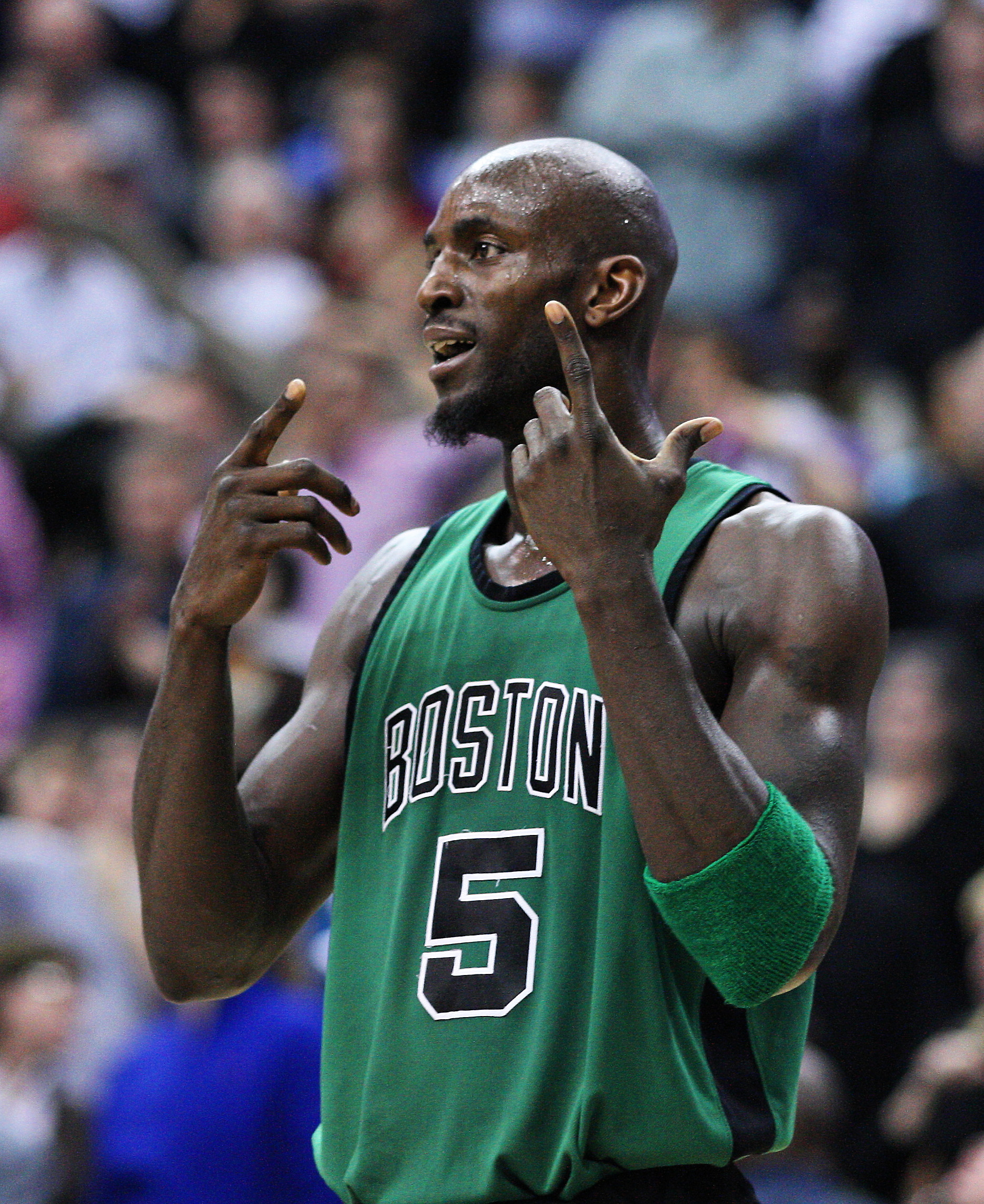
凱文·加内特

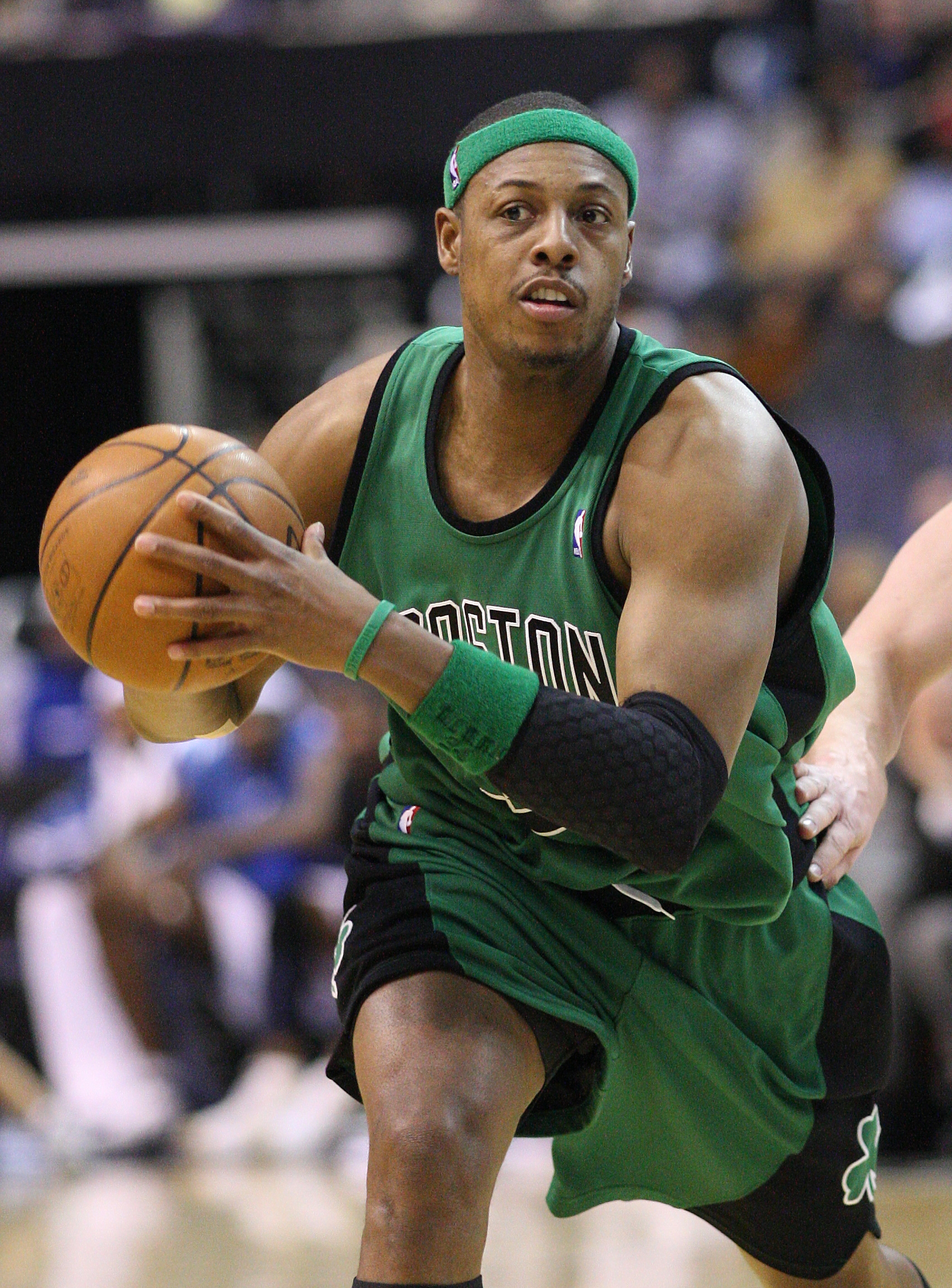
保罗·皮尔斯

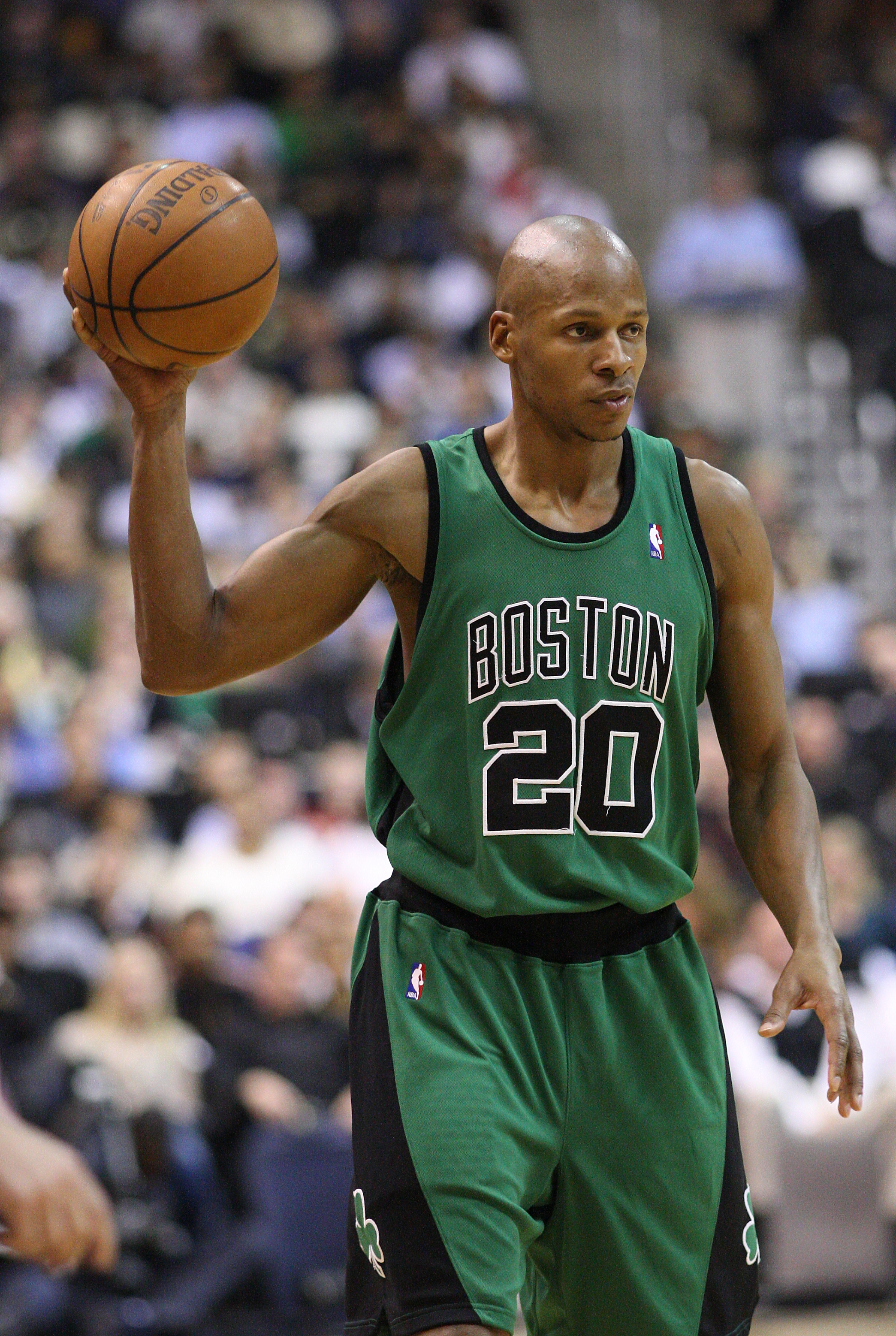
雷·阿伦

2007年夏天，来自明尼苏达森林狼的凯文·加内特和西雅图超音速的雷·阿伦加入凯尔特人，与保罗·皮尔斯组成绿衫军三巨头。
2008年，在总决赛中4-2击败湖人赢得了2008年NBA總決賽，成为以后巨头结合的典范。
2009年，随着加内特的赛季报销，凯尔特人受到严重影响，最终在季后赛中不敌奧兰多魔术卫冕失败。
2010年，老迈的凯尔特人再度焕发青春，在常规赛取得50胜，季后赛中表现优异，先后淘汰热火、骑士和魔术，3年内第二度打进总决赛，再次与湖人交手，最终3-4遗憾负于湖人。
2011年，从总决赛失败阴影中走出的凯尔特人一度在常规赛表现优异，但最终在季后赛第二轮被更年轻的热火三巨头4-1淘汰。
2012年，绿衫军三巨头在凯尔特人的最后一年，常规赛表现平平，季后赛打进东区决赛，但是最终3-4不敌迈阿密热火，随后的夏天雷·艾伦加盟热火。

### 布拉德·史蒂文斯時期（2013—2021）
2013年，拉简·朗多成为三巨头结束后球队的核心。7月3日，聘请NCAA的巴特勒大学教练布拉德·史蒂文斯担任重建期的总教练。7月13日，將巨头凯文·加内特和保罗·皮尔斯交易到布鲁克林网队。
2014年12月，朗多被交易到小牛，之后球团高层展开清仓大拍賣。2015年1月，将刚到手的中锋莱特换到太阳，获取首轮选秀权目的在展望于未来。未来3年，绿衫军最多拥有22个选秀权，其中12个还是第一轮。2月19日，在最后一分钟的交易截止日前，凯尔特人用馬庫斯·索爾頓从鳳凰城太陽交易换来以赛亚·托马斯和骑士2016年的首轮选秀权；凯尔特人还与活塞交易，将泰夏安·普林斯交易回活塞换来路易吉·達托梅及約納斯·杰雷布科。
4月13日，芝加哥公牛113：86大胜东区第9的布魯克林籃网，籃网吞下2连败，在例行赛剩下最后1场时跌出东区前8名，这也让綠衫軍确定晋级季后赛。
2014-15賽季季後賽首輪，綠衫軍儘管讓凯文·乐福受傷退場，仍壓不住騎士猛攻，最終以0:4遭到橫掃。
2016年2月7日，對戰沙加緬度國王首節就灌進46分，是他們自1982年2月13日對聖地牙哥快艇以來，首次在第1節就能攻下這麼多分數，最終他們上半場就已攻下74分，至於1982年2月13日對聖地牙哥快艇以129：116獲勝。
2月10日，回到主場的塞爾蒂克116:96擊退來訪的灰熊收下主場14連勝（隊史紀錄1990-91 NBA賽季主場18連勝）。2月12日，綠衫軍98:102不敵火箭，終止主場14連勝。
4月2日，塞爾蒂克客場以109:106終結衛冕軍勇士的開季主場36連勝、跨季主場54連勝紀錄。
2015-16賽季例行賽結束時，塞爾蒂克以48勝34敗成績排東區第五、第一輪碰上老鷹，雖然前2戰兵敗亞特蘭大（第2戰首節僅得到7分，更是NBA史上季後賽單節最低得分），但回到波士頓後，以赛亚·托马斯率領綠衫軍扳平戰局。只可惜，老鷹在最後兩戰不給綠衫軍機會，最終塞爾蒂克只能以2:4目送老鷹飛進東區準決賽。

#### 2016-17球季：IT時期，再次闖進東區決賽

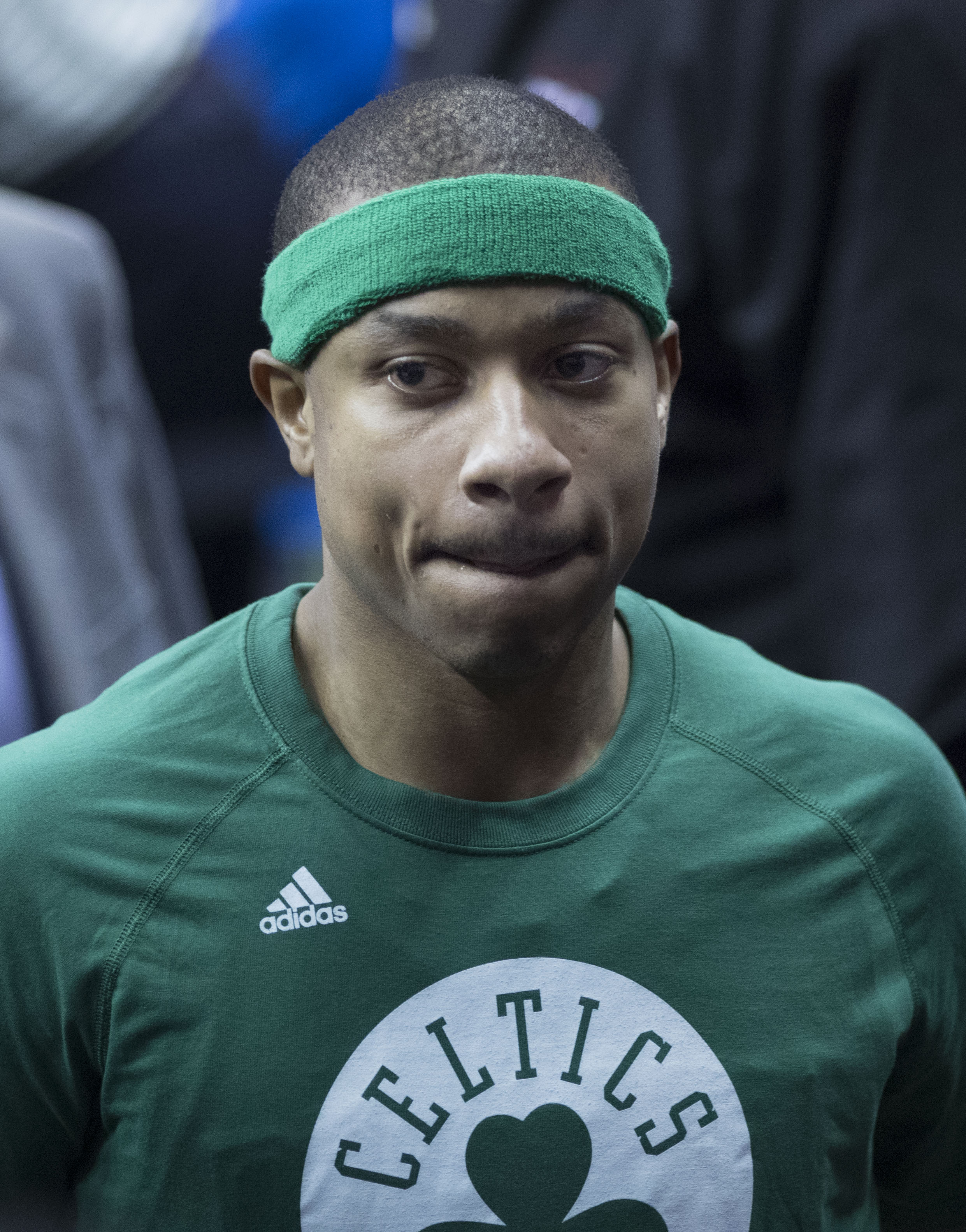
以赛亚·托马斯

2016年12月9日，以赛亚·托马斯投進7個三分球，以及17罰全中，最後攻入了44分，帶領球隊艱難戰勝灰熊。
12月30日，湯瑪斯出場37分鐘，攻入52分（全場26投15中，三分13投9中），不僅刷新在10天前才創下的生涯單場最高得分成績，更打破傳奇球星賴瑞·柏德保有的隊史單節最高得分紀錄，帶領塞爾蒂克在主場以117比114力克邁阿密熱火。湯瑪斯在第4節飆進6記三分球灌進29分，打破賴瑞·柏德在1983年創下的隊史單一球員單節最高得分紀錄。湯瑪斯成為塞爾蒂克隊史第5位單場攻下50分的球員，在這9場至少50分的比賽中，他的52分名列隊史第4名。有趣的是，這也是NBA史上第16次有球員單場攻下至少50分而沒有傳出任何助攻的比賽。
2017年1月3日，綠衫軍迎戰爵士，湯瑪斯豪取29分及個人生涯單場新高15助攻，加上全隊飆進17記三分球，幫助球隊以115比104獲勝。
1月20日，塞爾蒂克關鍵卡位戰主場110比102勝巫師，加上活塞96比98輸給籃網，成為繼勇士、馬刺、騎士之後第四支確定晉級季後賽的球隊。4月12日，塞爾蒂克以114比92擊敗公鹿，以53勝29敗成績排東區第一。
東區季後賽第一輪，碰上「老八」的芝加哥公牛。塞爾蒂克上演第四次首輪讓二追四逆轉戲碼，系列賽以4勝2敗戰重返東區準決賽。
季後賽第二輪，碰上華盛頓巫師，塞爾蒂克經歷七戰才擊敗巫師，以4：3搶進東區冠軍戰。東區決賽，對上擁有勒布朗·詹姆斯及凯里·欧文的衛冕軍克里夫蘭騎士，最終以1：4遭到淘汰。

#### 2017-18球季：歐文和海沃德加盟

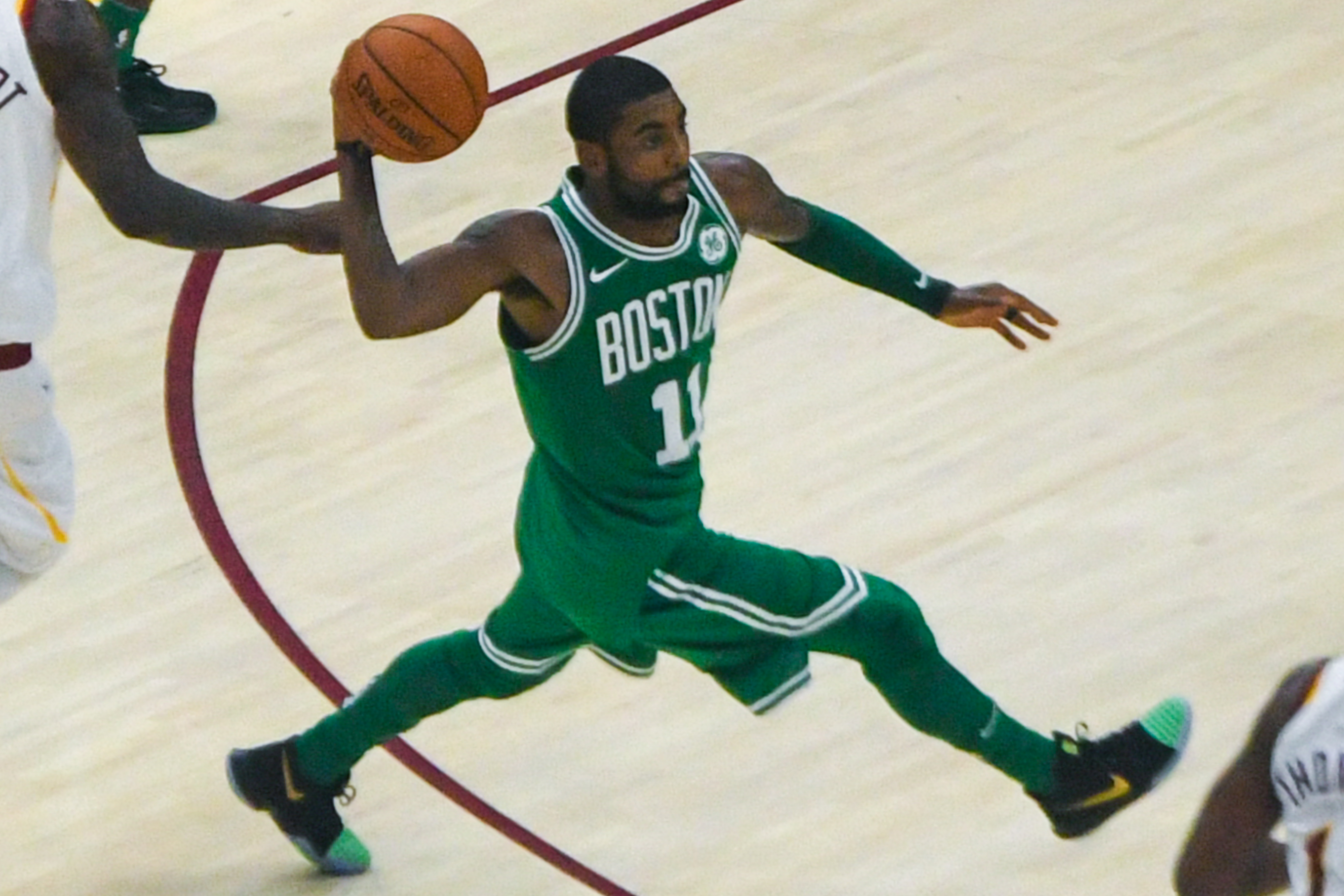
凱里·欧文首戰對上老東家騎士

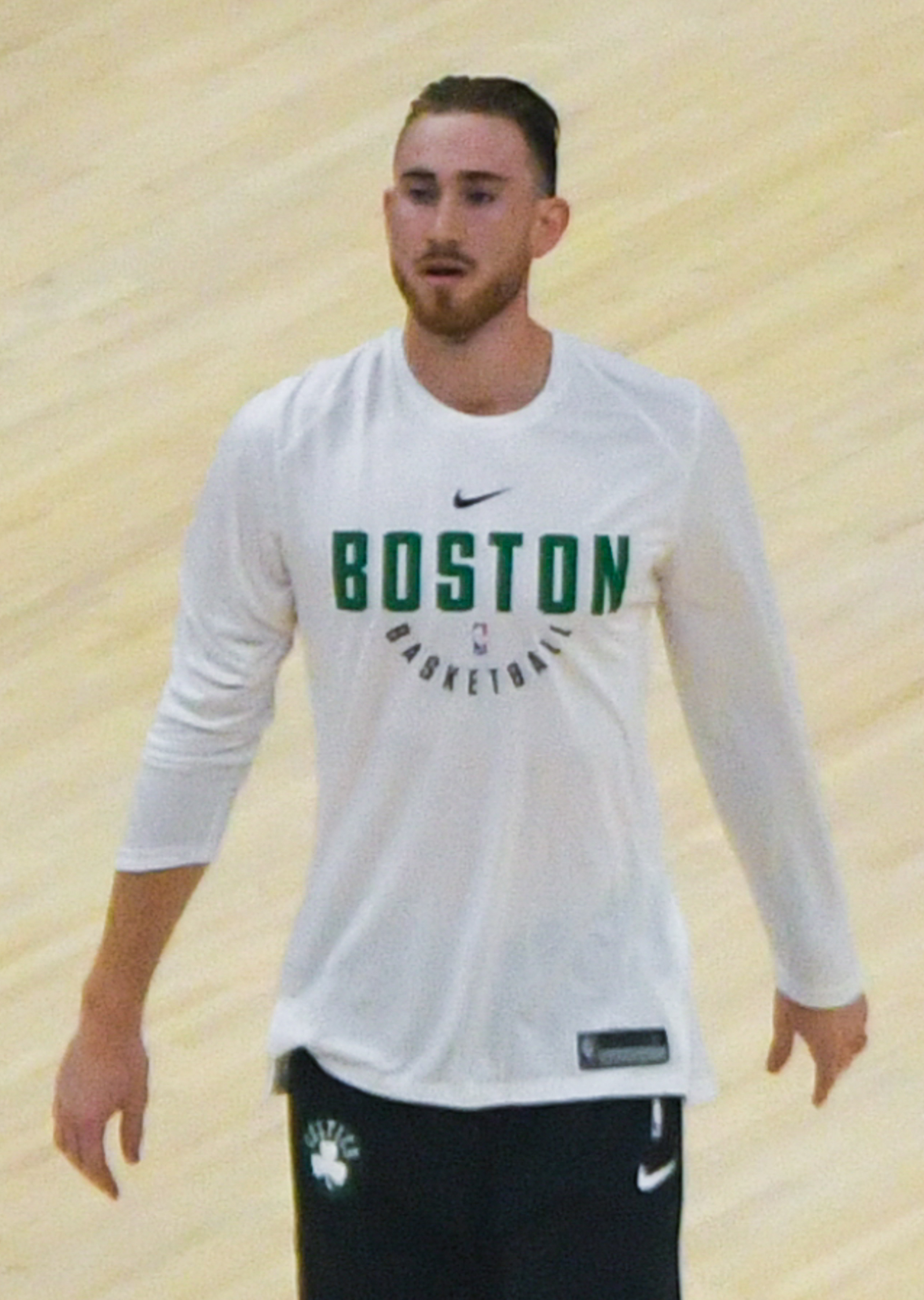
戈登·海沃德

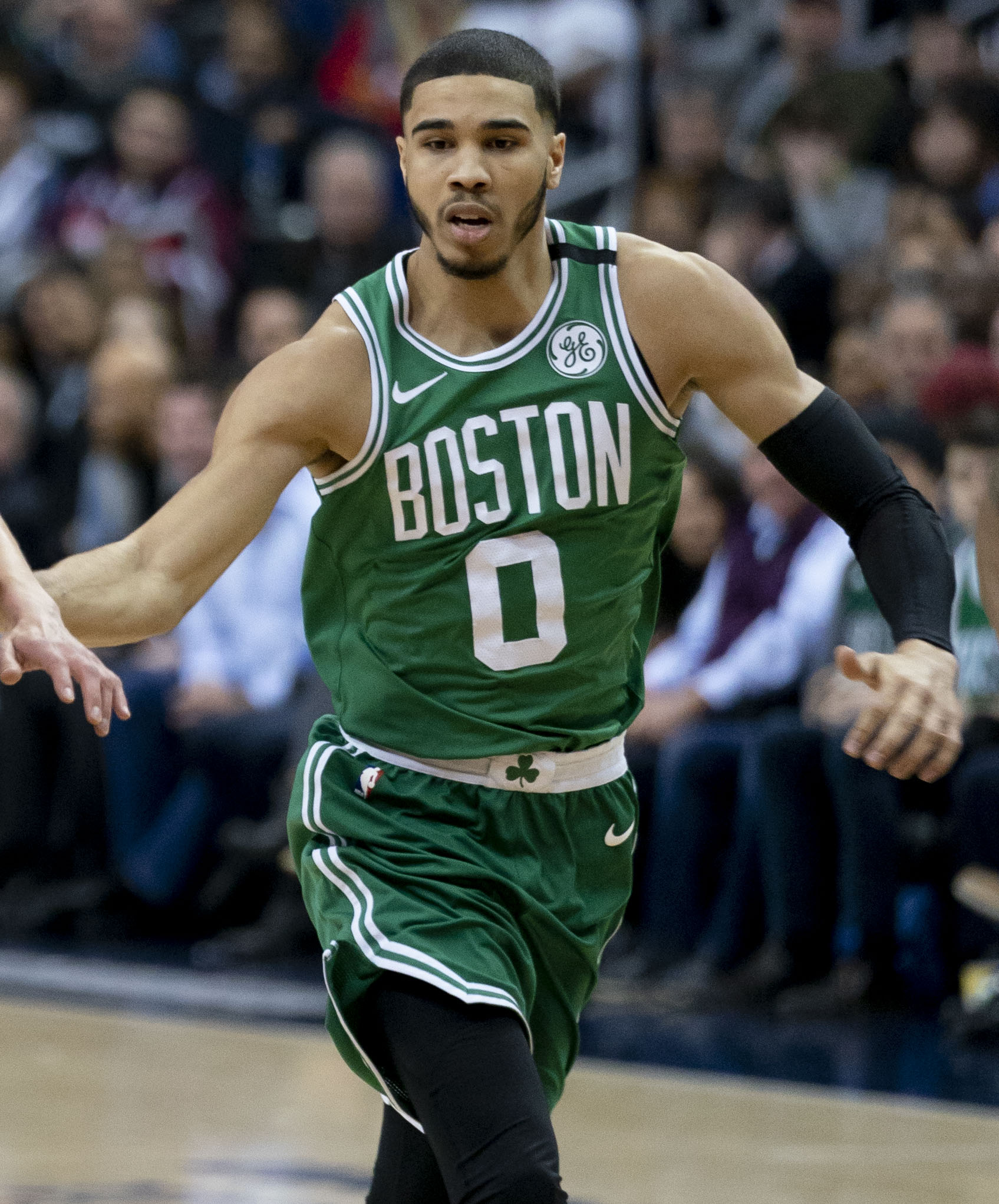
傑森·塔圖姆

在2017年NBA选秀大会上，凯尔特人在第三顺位选中了来自杜克大学的小前锋傑森·塔圖姆。夏天，手中不愁沒籌碼的綠衫軍开始酝酿交易，先是在7月5日簽下爵士全明星球員戈登·海沃德，接著在8月22日將以赛亚·托马斯、傑·克勞德、安特·日日奇，以及籃網的未受保護的2018首輪選秀權+2020年的熱火次輪選秀權，和騎士換來了凱里·欧文。然而在10月18日對騎士的開幕戰中，海沃德在接隊友的高拋空接球跳起時與勒布朗詹姆斯相撞，在失去平衡狀況下落下，導致相當嚴重的左腳踝骨折。幾乎呈現了90度不正常外翻，全場都表達關心並為他祈禱，也希望他能早日康復。雖然海沃德在波士頓順利完成左腳手術，不過也宣告了整賽季報銷。儘管開季先吞下2連敗，但後來在欧文的領軍下，豪取一波16連勝，瞬間衝上全聯盟龍頭。
2018年2月11日，綠衫軍主場迎戰騎士的比賽，舉行保羅·皮爾斯的34號球衣退休儀式，結果剛完成季中交易變陣的騎士用火力向老皮致敬，塞爾提克以99:121慘敗。
3月9日，凯尔特人客场117:109战胜森林狼，战绩来到46胜20负，成为本赛季第二支锁定季后赛席位的球队。不但连续四个赛季进入季后赛，同时这是队史第55次进入季后赛，僅次於湖人的60次。3月29日，在客场以97:94战胜爵士，由此锁定了东部季后赛首轮主场优势。但眼看季後賽就在眼前，得分王歐文因左腳開刀，確定本季報銷，也讓綠衫軍從東區二當家變成後段班隊伍躍躍欲試對象。
第一輪對上第7種子密爾瓦基公鹿，系列賽以4-3晉級；第二輪和費城76人爭奪東區決賽門票，系列賽以4：1晉級；東區決賽連續2季遭遇騎士，系列賽以3-4敗北，結束賽季。

#### 2018-19球季：全員回歸
2018年NBA選秀，塞爾蒂克以首輪27順位選到來自德克薩斯州A&M大學的羅伯特·威廉斯，並以一年約簽下沃納梅克，再與P·J·多齊爾、小沃尔特·莱蒙簽下雙向合約。
在雷霸龍·詹姆士西進洛杉磯後，上季新秀打出驚喜，本季雙主力歸隊的塞爾提克，在季前被看好能接掌東區霸主地位。但完全沒想到滿手好牌也是種困擾。新秀已經發光發亮，需要更多出賽時間，但又與需要重掌戰局的雙主力相互牴觸，導致塞爾提克再度陷入非常長的磨合期，表現飄忽。凱里·歐文的領袖氣質更備受質疑，還因此打電話向詹姆士認錯。
直到溜馬一哥歐拉迪波本季報銷，綠衫軍把握住追趕的機會，舉擠進前4強。另外由於洛杉磯快艇確定晉級季後賽，綠衫軍得以收下快艇的2019首輪選秀權。今年6月塞爾提克至少會有三個首輪籤（自己、國王、快艇），以及可能來自灰熊的一個首輪（前八順位保護）。3月27日，靠著金塊主場95：92打敗底特律活塞，凯尔特人正式锁定了本赛季东部季后赛的名额，另凯尔特人本赛季4次面对骑士全部取胜，完成横扫。
賽爾提克以東區第4之姿，迎戰第5名的溜馬。雙方都是以堅強的團隊戰力聞名，但最大的不同就是綠衫軍主將歐文傷癒歸隊，溜馬則是和去年的綠衫軍非常類似，少了一哥歐拉迪波，結果賽爾提克完全不給對手機會，靠著主將帶動團隊多人得分上雙，以直落4（84：74、99：91、104：96、110：106）淘汰強敵溜馬。第二輪面對首輪同樣橫掃底特律活塞的密爾瓦基公鹿，雖然綠衫軍G1針對字母哥的防守非常成功，也搶下了頭香，之後卻連吞4敗，結束這個季前讓人高度期盼，季後卻讓人倍感失望的賽季。

#### 2019-20球季：肯巴·沃克時期，天行者到來

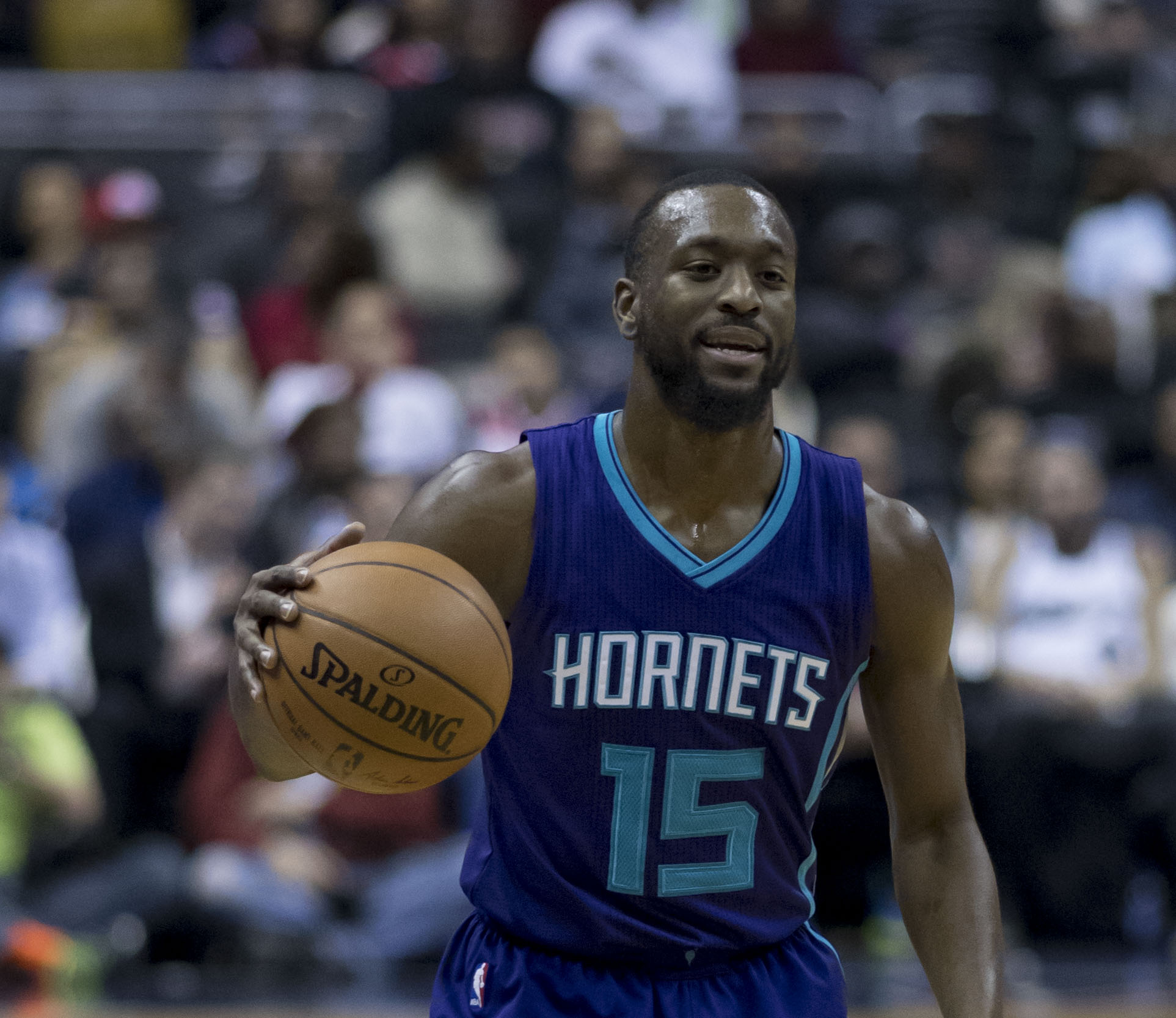
天行者肯巴·沃克

2019年NBA選秀，綠衫軍以首輪14順位選到來自印第安那大學的羅密歐·朗福德、20順位選華盛頓大學的马蒂斯·塞布尔隨後交易到費城76人換取第二輪33順位的Carsen Edwards，22順位選田納西大學Grant Williams，第二輪51順位選Tremont Waters。助理教練部分由於普渡大學蓋瑞(Greg Gary)前往梅瑟大學執教，由史倫貝里(Micah Shrewsberry)接替，6月23日聘請前西維吉尼亞大學後衛、緬因紅爪助教、費爾門特州立大學主帥喬·馬茲拉、前WNBA球員卡拉·劳森以及現任緬因紅爪總教練Brandon Bailey被球隊聘任助理教練。
2019年7月1日，肯巴·沃克以4年1億4100萬加盟，取代轉戰籃網的凯里·欧文。7月2日，埃內斯·坎特確定2年1000萬加盟，第二年為球員選擇權。7月3日，丹尼爾·泰斯與塞爾提克以兩年$1000萬續約，樊尚·普瓦里耶加盟塞爾提克，沃納梅克與塞爾提克續約一年。7月10日，亞布塞萊被裁掉。
2020年3月11日作客溜馬，最多領先達19分，雖在第四節全花光，仍靠著史馬特在讀秒階段關鍵攻下4分，以114：111力退溜馬，晉級門票一併到手，連續6季闖進季後賽。
2020年8月5日，迎戰布魯克林籃網，在比賽中發揮旺盛的攻擊火力，團隊命中率高達56.8%，並且轟進20記三分球，這也是隊史第4次單場至少砍進20顆三分球，終場以149比115擊潰籃網。單場149分創下塞爾蒂克本季得分新高，不僅如此，球隊上一次能拿到如此高的得分，已經要追溯到1992年11月。當時綠衫軍面對華盛頓子彈砍進150分。而隊史最高得分則是173分，於1959年所創下。
2020年8月12日，凯尔特人官方宣布，球队与主帅布拉德·史蒂文斯再續約。
季後賽，第一輪對上第6種子費城76人，系列賽以直落四淘汰對手；第二輪和衛冕軍多倫多暴龍對決，系列賽以4比3驚險獲勝，東區決賽與邁阿密熱火對決，系列賽以2比4結束賽季。

#### 2020-21球季：安吉卸任總管
2020年11月18日，第14順位Aaron Nesmith、第26順位Payton Pritchard、第30順位Desmond Bane，但隨後交易到灰熊；第47順位Yam Madar，但最後決定放洋。
接下來，綠衫軍與雷霆交易，以具有條件限制的未來第二輪選秀權向塞爾提克換來法國中鋒樊尚·普瓦里耶以及現金。埃內斯·坎特透過三方交易被送至拓荒者，以換取2023年和2025年次輪選秀簽。
官方宣布，球隊先籤後換將前鋒戈登·海沃德和2個未來次輪簽交易至黃蜂，得到1個受保護的未來次輪簽和交易特例。自由球員傑夫·蒂格簽下一年250萬的合約。特里斯坦·汤普森以兩年1900萬加入。傑森·塔圖姆提前續約5年1.63億，如果達成指定新秀條款，最高衝到5年1.95億。埃文·特纳回鍋擔任助教和球員發展教練。
5月12日，以94-109輸給騎士，確定要在附加賽先和華盛頓巫師交手。5月18日，於附加賽中，在傑森·塔圖姆狂飆50分下，塞爾蒂克以118比100痛擊巫師，率先晉級季後賽。
季後賽第一輪的對手是第二種子籃網，系列賽以1比4慘遭淘汰，結束賽季。
2021年6月2日，丹尼·安吉宣布從凱爾特人隊籃球運營總裁的職位上退休，主教練布拉德·史蒂文斯被任命為安吉的接班人，主教練空缺另尋他人。6月18日，塞爾提克將肯巴·沃克及選秀權交易至雷霆隊，換回舊將艾爾·霍福德及中鋒莫塞斯·布朗。

### 伊姆·烏度卡時期（2021—2022）
2021年6月28日，因布拉德·史蒂文斯接替丹尼·安吉擔任籃球營運總裁，總教練出現空缺，開始面試隊內和其他球隊助理教練後，聘请布魯克林籃網助理教练伊姆·烏度卡担任总教练。
7月31日，喬許·理察森被交易到塞爾提克，達拉斯獨行俠得到莫塞斯·布朗。
塞爾提克與沙加緬度國王和亞特蘭大老鷹進行了一筆三方交易，塞爾提克獲得克里斯·鄧恩和布鲁诺-费尔南多以及2023年拓荒者第二輪選秀，國王獲得特里斯坦·湯普森，老鷹獲得德隆·萊特。
8月4日，埃內斯·坎特以一年二百七十萬美元合約重回波士頓。
8月20日，羅伯特·威廉斯與塞爾提克簽下4年五千四百萬美元續約合同。
2022年2月10日，與魔術達成交易，將把多齊爾（PJ Dozier）、寶兒（Bol Bol）、一個二輪選秀和現金送出，換來一個二輪選秀權，透過這筆交易，團隊薪資將會低於豪華稅門檻，並獲得210萬及190萬美元的特例。
趕在季中交易截止日前，與火箭達成交易將送出丹尼斯·施洛德、費里登（Enes Freedom）、費南多（Bruno Fernando），從火箭手上換來昔日效力的泰斯。接下來，與馬刺達成交易。具體交易內容如下：塞爾蒂克送出理查森、蘭佛德、一個2022年受保護首輪選秀權和2028年首輪選秀權互換權利，從而得到懷特。
2022年3月31日，由於布魯克林籃網延長賽以119比120輸給密爾瓦基公鹿，確保塞爾提克不用打附加賽，也是連續八年晉級季後賽。
2021-2022賽季，雖然與密爾瓦基公鹿、費城76人同為51勝31敗，但最終拿到東區第二種子和大西洋賽區冠軍，季後賽首輪對上第七種子布魯克林籃網，系列賽以4戰橫掃對手，率先搶進第二輪；第二輪將面對公鹿，系列戰拚到最後「第七戰」，以4比3晉級東區冠軍戰；東區冠軍戰面對第一種子熱火，再次系列戰拚到最後「第七戰」，以4比3晉級總決賽，東區決賽最有價值球員為塔圖姆；將對決西部冠軍金州勇士，最後在兩度系列賽領先下反以二比四落敗（包括於第五場未能把握對方主力居里狀態欠佳的優勢），無緣NBA總冠軍。

### 喬·馬祖拉時期（2022—）
2022年9月22日，因現任总教练伊姆·烏度卡醜聞，禁賽一年，2022-2023賽季由助理教練馬祖拉為臨時總教練。
2023年2月16日，馬祖拉被任命為永久主教練，還簽下3年合約。
3月19日，由於邁阿密熱火以99比113輸給芝加哥公牛，確定連續九年晉級季後賽。
4月6日，面對篤定附加賽的多倫多暴龍以97比93險勝，不只確定季後賽以第二種子，並且連續兩年大西洋組封王。
2022-23賽季，季後賽首輪面對附加賽贏球的亞特蘭大老鷹，最終系列賽以4比2淘汰對手；次輪對上第三種子費城76人，系列戰拚到最後「第七戰」，以4比3晉級東區冠軍戰，將對決超強老八邁阿密熱火，並在系列賽以0勝3敗的絕對劣勢開局，但隨後，連追3場回來，變成3比3平手，成為歷史上第四支0:3隊伍拖入生死「第七戰」，但最終無法於主場「創歷史」，G7比分為84：103，系列賽3比4遺憾被淘汰出局。
2023年6月5日，曾擔任華盛頓巫師、洛杉磯快艇和費城76人助理教練萨姆·卡塞尔擔任凱爾特人助理教練。
2023年6月11日，曾擔任前亞特蘭大老鷹和密爾沃基雄鹿總教練迈克·布登霍尔泽首席助教查爾斯·李擔任凱爾特人助理教練。
2023年6月19日，前塞爾提克球員菲爾·普萊西重返凱爾特人擔任助理教練。
2023年6月21日，前杜克大學助理教練阿梅爾·傑佛森擔任凱爾特人擔任助理教練，與杜克大學藍魔同事和密友傑森·塔圖姆會合。

#### 四巨頭時期 (2023—）
華盛頓巫師二當家波爾津吉斯將改披綠衫軍戰袍，與塔圖姆、布朗組成新陣容。塞爾提克將Smart交易到灰熊，巫師得到泰厄斯·瓊斯及來自塞爾提克的今年35順位選秀權，灰熊則將今年首輪25順位的籤以及2024年來自於金州勇士的首輪選秀權送到塞爾提克。波爾辛吉斯同意行使下賽季價值3600萬美元的球員選項。
獨行俠、馬刺與塞爾提克達成一筆三方交易，綠衫軍主將格蘭特威廉斯（Grant Williams）通過先簽後換加盟獨行俠。交易具體內容是，獨行俠得到格蘭特威廉斯和兩個次輪籤；馬刺得到前鋒布洛克（Reggie Bullock）和2030年的獨行俠無保護首輪互換；塞爾提克獲得多個次輪籤，以及620萬美元的交易特例。
2023年10月1日宣布，送出羅伯特威廉斯（Robert Williams III）、布羅格登（Malcolm Brogdon）、2024年勇士首輪簽和2029年綠衫軍首輪簽（不受保護）等籌碼，從拓荒者得到後衛哈勒戴（Jrue Holiday），將與塔圖姆(Jayson Tatum)、布朗(Jaylen Brown)及波爾辛吉斯(Kristaps Porzingis)組成新的綠衫軍四巨頭。
2023-24賽季：重返榮耀，隊史第十八座總冠軍
2023-24賽季，例行賽最終成績為64勝18負，排名為東區第一，晉級季後賽；在季後賽先後面對東區第八種子邁阿密熱火及東區第四種子克里夫蘭騎士，都以4：1贏下系列賽，晉級東區冠軍賽；東冠以4：0橫掃東區第六印第安納溜馬，贏得東區冠軍，東區決賽最有價值球員為杰倫·布朗，並睽違兩年之後，強勢挺進總決賽；總決賽以4：1戰勝西區冠軍達拉斯獨行俠，獲得2024年NBA總冠軍，並睽違16年，奪得隊史第十八座冠軍金盃，NBA總決賽FMVP為杰倫·布朗。
2024-25賽季：球隊易主，衛冕魔咒爆發，無緣二連霸
2025年3月21日，塞爾提克以61億美元（約2,014億台幣）的天價出售，創下北美體壇史上最高球隊交易金額，私募股權公司Symphony Technology Group創始人威廉·奇澤姆即將成為綠衫軍的新任老闆。
2024-25賽季，例行賽最終成績為61勝21負，排名為東區第二，晉級季後賽；首輪以4：1淘汰東區第七種子奧蘭多魔術，前進次輪；次輪以2：4不敵東區第三紐約尼克，止步次輪，無緣二連霸，一哥傑森·塔圖姆更於第四場賽後因右腿跟腱斷裂導致賽季報銷。

## 賽季紀錄
詳細參見波士頓凱爾特人賽績列表

## 篮球名人堂

### 球員
- 奈特·阿奇博尔德
- 雷·艾倫
- 拉里·伯德
- 丹尼斯·強森
- 沃尔特·A·布朗
- 戴夫·考恩斯
- 鲍勃·库锡
- 韦恩·安布里（NBA首位非洲裔总经理和球队总裁）
- 约翰·哈夫利切克
- 汤姆·海因索恩
- 巴里·霍威尔
- K·C·琼斯
- 萨姆·琼斯
- 克莱德·罗维拉坦
- 迪诺·拉德加
- 爱德·麦考利
- 皮特·马拉维奇
- 凯文·麦克海尔
- 罗伯特·帕里什
- 安迪·菲利浦
- 弗兰克·蘭姆西
- 艾尔尼·瑞森
- 比尔·拉塞尔（同时作为球员和教练）
- 比尔·沙尔曼
- 约翰·汤普森（只在NBA打了2年球，后任乔治城大学球队教练）
- 比尔·沃顿
- Jo·Jo·怀特
- 萨奇·桑德斯
- 保罗·韦斯特法尔
- 凱文·賈奈特
- 保罗·皮爾斯

### 教練
- 阿诺德·奥尔巴赫 (教練 1950–1966, 執行長 1966–2006)
- 湯姆·海因索恩 (球員1956–1965；教練 1969–1978)
- 比爾·費奇 (教練 1979–1983)
- 里克·皮蒂諾 (塞爾蒂克教練 1997–2001)

## 退休球衣號碼
| 波士頓塞爾特人 退役球衣号码球员 |                     |                                       |                |
| 背號                            | 球员                | 時間                                  | 位置           |
| 00                              | 罗伯特·派瑞許       | 1980–94                               | 中鋒           |
| 1                               | 沃尔特·A·布朗       | 1946-64                               | 創始人         |
| 2                               | 阿诺德·奥尔巴赫     | 1950-1966 1951-1984 1970-1997 2001-06 | 教練 經理 总裁 |
| 3                               | 丹尼斯·強森         | 1983-90                               | 後衛           |
| 5                               | 凱文·賈奈特         | 2007-13                               | 大前鋒 中鋒    |
| 6                               | 比尔·羅素           | 1956-69                               | 中鋒 教練      |
| 10                              | Jo·Jo·怀特          | 1969-79                               | 後衛           |
| 14                              | 鲍勃·库锡           | 1950-63                               | 後衛 教練      |
| 15                              | 汤姆·海因索恩       | 1956-65 69-78                         | 前鋒 教練      |
| 16                              | 萨奇·桑德斯         | 1960-73 1978                          | 後衛 教練      |
| 17                              | 约翰·哈维奇克       | 1962-78                               | 前鋒           |
| 18                              | 戴弗·考文斯         | 1960-80                               | 中鋒 教練      |
| 19                              | 唐·尼尔森           | 1965–76                               | 前锋 教練      |
| 21                              | 比尔·夏曼           | 1950–61                               | 後衛 教練      |
| 22                              | 爱德·麦考利         | 1950–56                               | 中锋           |
| 23                              | 弗兰克·蘭姆西       | 1954–64                               | 前锋           |
| 24                              | 萨姆·琼斯           | 1957-69                               | 後衛           |
| 25                              | K·C·瓊斯            | 1958-67 83-88                         | 後衛 教練      |
| 31                              | 塞德里克·麦克斯维尔 | 1977–88                               | 前锋           |
| 32                              | 凯文·麥克海爾       | 1980–93                               | 前锋 教練      |
| 33                              | 拉里·伯德           | 1979–92                               | 前锋 教練 總裁 |
| 34                              | 保羅·皮爾斯         | 1998-13                               | 前锋           |
| 35                              | 雷吉·路易斯         | 1987-93                               | 前锋           |
| LOSCY                           | 吉姆·路克斯特夫     | 1955–64                               | 前锋           |
| MIC                             | 強尼·莫斯特         | 1953-90                               | 解说员         |

## 外部連結
- 官方網站 （页面存档备份，存于）（英文）